# Georgien i Eurovision Song Contest
Georgien debuterede i Eurovision Song Contest i 2007 med sangerinden Sopho Khalvashi og sangen "Visionary Dream". Denne kvalificerede sig til finalen, hvor den opnåede en 12. plads.
I 2009 skulle Georgien have stillet op med gruppen Stephane & 3G og nummeret "We Don't Wanna Put In", men da EBU krævede en omskrivning af sangen, da den havde et politisk indhold, valgte georgisk tv at trække sig fra konkurrencen. Tv-stationen offentliggjorde imidlertid den 18. juli 2009, at de vil vende tilbage i 2010.
Georgien har haft det svært i sangkonkurrencen. Igennem deltagelsestiden er det ikke blevet til mange kvalifikationer til finalen. Landets bedste resultat er en 9. plads i finalen i 2010. Her endte de også med en 3. plads i semifinalen.

## Repræsentanter
Nøgle
     Vinder
     Anden plads
     Tredje plads
     Sidste plads
     Deltager valgt, men konkurrerede ikke
| År   | Kunstner                               | Sang                     | Sprog             | Oversættelse            | Finale                    | Point                     | Semi                      | Point                     |
| ---- | -------------------------------------- | ------------------------ | ----------------- | ----------------------- | ------------------------- | ------------------------- | ------------------------- | ------------------------- |
| 2007 | Sopho Khalvashi                        | "Visionary Dream"        | Engelsk           | Visionær drøm           | 12                        | 97                        | 8                         | 123                       |
| 2008 | Diana Gurtskaya                        | "Peace Will Come"        | Engelsk           | Fred vil komme          | 11                        | 83                        | 5                         | 107                       |
| 2009 | Stephane & 3G                          | "We Don't Wanna Put In"  | Engelsk           | Vi vil ikke putte i     | Trak sig fra konkurrencen | Trak sig fra konkurrencen | Trak sig fra konkurrencen | Trak sig fra konkurrencen |
| 2010 | Sopho Nizjaradze                       | "Shine"                  | Engelsk           | Skin                    | 9                         | 136                       | 3                         | 106                       |
| 2011 | Eldrine                                | "One More Day"           | Engelsk           | Én dag mere             | 9                         | 110                       | 6                         | 74                        |
| 2012 | Anri Jokhadze                          | "I'm a Joker"            | Engelsk, georgisk | Jeg er en joker         | Ikke kvalificeret         | Ikke kvalificeret         | 14                        | 36                        |
| 2013 | Nodiko Tatishvili & Sopho Gelovani     | "Waterfall"              | Engelsk           | Vandfald                | 15                        | 50                        | 10                        | 63                        |
| 2014 | The Shin & Mariko                      | "Three Minutes to Earth" | Engelsk           | Tre minutter til Jorden | Ikke kvalificeret         | Ikke kvalificeret         | 15                        | 15                        |
| 2015 | Nina Sublatti                          | "Warrior"                | Engelsk           | Kriger                  | 11                        | 51                        | 4                         | 98                        |
| 2016 | Nika Kocharov & Young Georgian Lolitaz | "Midnight Gold"          | Engelsk           | Midnatsguld             | 20                        | 104                       | 9                         | 123                       |
| 2017 | Tamara Gachechiladze                   | "Keep the Faith"         | Engelsk           | Behold troen            | Ikke kvalificeret         | Ikke kvalificeret         | 11                        | 99                        |
| 2018 | Ethno-Jazz Band Iriao                  | "For You"                | Georgisk          | For dig                 | Ikke kvalificeret         | Ikke kvalificeret         | 18                        | 24                        |
| 2019 | Oto Nemsadze                           | "Keep on Going"          | Georgisk          | Fortsæt                 | Ikke kvalificeret         | Ikke kvalificeret         | 14                        | 62                        |
| 2020 | Tornike Kipiani                        | "Take Me As I Am"        | Engelsk           | Tag mig som jeg er      | Konkurrence aflyst        | Konkurrence aflyst        | Konkurrence aflyst        | Konkurrence aflyst        |
| 2021 | Tornike Kipiani                        | "You"                    | Engelsk           | Dig                     | Ikke kvalificeret         | Ikke kvalificeret         | 16                        | 16                        |
| 2022 | Circus Mircus                          | "Lock Me In"             | Engelsk           | Lås mig inde            | Ikke kvalificeret         | Ikke kvalificeret         | 18                        | 22                        |
| 2023 | Iru                                    | "Echo"                   | Engelsk           | Ekko                    | Ikke kvalificeret         | Ikke kvalificeret         | 12                        | 33                        |
| 2024 | Nutsa Buzaladze                        | "Firefighter"            | Engelsk           | Brandmand               | 21                        | 34                        | 8                         | 54                        |
| 2025 | Mariam Shengelia                       | "Freedom"                | Georgisk, engelsk | Frihed                  | Ikke kvalificeret         | Ikke kvalificeret         | 15                        | 28                        |

## Pointstatistik (2007-2025)

### Flest point til og fra - top 5
NB: Kun point givet i finalerne er talt med.
| Georgien har givet flest point til | Georgien har givet flest point til | Georgien har givet flest point til |
| Placering                          | Land                               | Point                              |
| ---------------------------------- | ---------------------------------- | ---------------------------------- |
| 1                                  | Ukraine                            | 149                                |
| 2                                  | Armenien                           | 141                                |
| 3                                  | Aserbajdsjan                       | 119                                |
| 4                                  | Italien                            | 87                                 |
| 5                                  | Litauen                            | 75                                 |

| Georgien har modtaget flest point fra | Georgien har modtaget flest point fra | Georgien har modtaget flest point fra |
| Placering                             | Land                                  | Point                                 |
| ------------------------------------- | ------------------------------------- | ------------------------------------- |
| 1                                     | Ukraine                               | 165                                   |
| 2                                     | Armenien                              | 156                                   |
| 3                                     | Aserbajdsjan                          | 119                                   |
| 4                                     | Italien                               | 99                                    |
| 5                                     | Litauen                               | 81                                    |

### 12 point til og fra
NB: Kun 12 point givet i finalerne siden er talt med.
| Georgien har modtaget 12 point fra | Georgien har modtaget 12 point fra | Georgien har modtaget 12 point fra |
| År                                 | Jury                               | Televoting                         |
| ---------------------------------- | ---------------------------------- | ---------------------------------- |
| 2007                               | Litauen                            | Ingen separat televoting           |
| 2010                               | Armenien, Litauen                  | Ingen separat televoting           |
| 2011                               | Hviderusland, Litauen, Ukraine     | Ingen separat televoting           |
| 2016                               | Storbritannien                     | Modtog ikke 12 point               |

| Georgien har givet 12 point til | Georgien har givet 12 point til | Georgien har givet 12 point til |
| År                              | Jury                            | Televoting                      |
| ------------------------------- | ------------------------------- | ------------------------------- |
| 2007                            | Armenien                        | Ingen separat televoting        |
| 2008                            | Armenien                        | Ingen separat televoting        |
| 2010                            | Hviderusland                    | Ingen separat televoting        |
| 2011                            | Litauen                         | Ingen separat televoting        |
| 2012                            | Litauen                         | Ingen separat televoting        |
| 2013                            | Aserbajdsjan                    | Ingen separat televoting        |
| 2014                            | Armenien                        | Ingen separat televoting        |
| 2015                            | Armenien                        | Ingen separat televoting        |
| 2016                            | Ukraine                         | Armenien                        |
| 2017                            | Portugal                        | Aserbajdsjan                    |
| 2018                            | Sverige                         | Israel                          |
| 2019                            | Tjekkiet                        | Cypern                          |
| 2021                            | Italien                         | Grækenland                      |
| 2022                            | Storbritannien                  | Ukraine                         |
| 2023                            | Belgien                         | Armenien                        |
| 2024                            | Schweiz                         | Ukraine                         |
| 2025                            | Italien                         | Armenien                        |

### Flest point til og fra - alle lande
NB: Kun point givet i finalerne er talt med.
| Georgien har givet point til | Georgien har givet point til | Georgien har givet point til |
| Placering                    | Land                         | Point                        |
| ---------------------------- | ---------------------------- | ---------------------------- |
| 1                            | Ukraine                      | 165                          |
| 2                            | Armenien                     | 156                          |
| 3                            | Aserbajdsjan                 | 119                          |
| 4                            | Italien                      | 99                           |
| 5                            | Litauen                      | 81                           |
| 6                            | Sverige                      | 73                           |
| 7                            | Rusland                      | 63                           |
| 8                            | Israel                       | 62                           |
| 9                            | Grækenland                   | 42                           |
| 10                           | Frankrig                     | 40                           |
| 11                           | Portugal                     | 39                           |
| 12                           | Cypern                       | 37                           |
| =                            | Schweiz                      | 37                           |
| 14                           | Letland                      | 36                           |
| 15                           | Holland                      | 32                           |
| =                            | Østrig                       | 32                           |
| 17                           | Estland                      | 31                           |
| =                            | Hviderusland                 | 31                           |
| 19                           | Belgien                      | 28                           |
| =                            | Norge                        | 28                           |
| 21                           | Danmark                      | 27                           |
| 22                           | Bulgarien                    | 26                           |
| 23                           | Moldova                      | 25                           |
| 24                           | Storbritannien               | 23                           |
| 25                           | Tyskland                     | 21                           |
| 26                           | Tyrkiet                      | 20                           |
| 27                           | San Marino                   | 17                           |
| 28                           | Serbien                      | 13                           |
| =                            | Spanien                      | 13                           |
| 30                           | Tjekkiet                     | 12                           |
| 31                           | Australien                   | 11                           |
| =                            | Finland                      | 11                           |
| 33                           | Albanien                     | 10                           |
| =                            | Island                       | 10                           |
| =                            | Kroatien                     | 10                           |
| 36                           | Ungarn                       | 7                            |
| 37                           | Polen                        | 6                            |
| 38                           | Irland                       | 4                            |
| =                            | Malta                        | 4                            |
| =                            | Slovenien                    | 4                            |
| 41                           | Nordmakedonien               | 3                            |
| 42                           | Andorra                      | 0                            |
| =                            | Bosnien-Hercegovina          | 0                            |
| =                            | Jugoslavien                  | 0                            |
| =                            | Luxembourg                   | 0                            |
| =                            | Marokko                      | 0                            |
| =                            | Monaco                       | 0                            |
| =                            | Montenegro                   | 0                            |
| =                            | Rumænien                     | 0                            |
| =                            | Serbien og Montenegro        | 0                            |
| =                            | Slovakiet                    | 0                            |

| Georgien har modtaget point fra | Georgien har modtaget point fra | Georgien har modtaget point fra |
| Placering                       | Land                            | Point                           |
| ------------------------------- | ------------------------------- | ------------------------------- |
| 1                               | Armenien                        | 83                              |
| 2                               | Litauen                         | 69                              |
| 3                               | Aserbajdsjan                    | 55                              |
| 4                               | Ukraine                         | 51                              |
| 5                               | Rusland                         | 45                              |
| 6                               | Hviderusland                    | 34                              |
| 7                               | Grækenland                      | 32                              |
| 8                               | Moldova                         | 27                              |
| 9                               | Polen                           | 24                              |
| 10                              | Estland                         | 22                              |
| =                               | Tyrkiet                         | 22                              |
| 12                              | Israel                          | 21                              |
| 13                              | Belgien                         | 18                              |
| 14                              | Letland                         | 16                              |
| 15                              | Cypern                          | 13                              |
| =                               | San Marino                      | 13                              |
| 17                              | Storbritannien                  | 12                              |
| 18                              | Italien                         | 11                              |
| 19                              | Bulgarien                       | 10                              |
| =                               | Ungarn                          | 10                              |
| 21                              | Kroatien                        | 9                               |
| =                               | Tjekkiet                        | 9                               |
| 23                              | Tyskland                        | 8                               |
| 24                              | Finland                         | 7                               |
| =                               | Malta                           | 7                               |
| 26                              | Irland                          | 6                               |
| =                               | Sverige                         | 6                               |
| 28                              | Bosnien-Hercegovina             | 5                               |
| =                               | Nordmakedonien                  | 5                               |
| 30                              | Slovenien                       | 3                               |
| 31                              | Holland                         | 2                               |
| =                               | Island                          | 2                               |
| =                               | Montenegro                      | 2                               |
| =                               | Norge                           | 2                               |
| 35                              | Australien                      | 1                               |
| =                               | Portugal                        | 1                               |
| =                               | Schweiz                         | 1                               |
| =                               | Spanien                         | 1                               |
| 39                              | Albanien                        | 0                               |
| =                               | Andorra                         | 0                               |
| =                               | Danmark                         | 0                               |
| =                               | Frankrig                        | 0                               |
| =                               | Jugoslavien                     | 0                               |
| =                               | Luxembourg                      | 0                               |
| =                               | Marokko                         | 0                               |
| =                               | Monaco                          | 0                               |
| =                               | Rumænien                        | 0                               |
| =                               | Serbien                         | 0                               |
| =                               | Serbien og Montenegro           | 0                               |
| =                               | Slovakiet                       | 0                               |
| =                               | Østrig                          | 0                               |

## Kommentatorer og jurytalsmænd
| År   | Kommentator                                                                | Jurytalsmand                       |
| ---- | -------------------------------------------------------------------------- | ---------------------------------- |
| 2007 | Sandro Gabisonia & Sopho Altunashvili                                      | Neli Agirba                        |
| 2008 | Bibi Kvachadze                                                             | Tika Patsatsia                     |
| 2009 | Ingen udsendelse                                                           | Deltog ikke                        |
| 2010 | Sopho Altunishvili                                                         | Mariam Vashadze                    |
| 2011 | Sopho Altunishvili                                                         | Sofia Nizharadze                   |
| 2012 | Temo Kvirkvelia                                                            | Sopho Toroshelidze                 |
| 2013 | Temo Kvirkvelia                                                            | Liza Tsiklauri                     |
| 2014 | Lado Tatishvili & Tamuna Museridze                                         | Sopho Gelovani & Nodiko Tatishvili |
| 2015 | Lado Tatishvili & Tamuna Museridze                                         | Natia Bunturi                      |
| 2016 | Tuta Chkheidze                                                             | Nina Sublatti                      |
| 2017 | Demetre Ergemlidze                                                         | Nika Kocharov                      |
| 2018 | Demetre Ergemlidze                                                         | Tamara Gachechiladze               |
| 2019 | Helen Kalandadze & Gaga Abashidze (Alle shows) Nodiko Tatishvili (Finalen) | Gaga Abashidze                     |
| 2021 | Nika Lobiladze                                                             | Oto Nemsadze                       |
| 2022 | Nika Lobiladze                                                             | Ingen jurytalsmand                 |
| 2023 | Nika Lobiladze                                                             | Archil Sulakvelidze                |
| 2024 | Nika Lobiladze                                                             | Sopho Khalvashi                    |
| 2025 | Nika Lobiladze                                                             | Nutsa Buzaladze                    |

## Galleri
- Diana Gurtskaya i Beograd (2008)
- Mariam Shengelia i Basel (2025)